# Hästskotjärnen (Ovikens socken, Jämtland)
Hästskotjärnen är en sjö i Bergs kommun i Jämtland och ingår i Indalsälvens huvudavrinningsområde.